# Cassida sareptana
Cassida sareptana — жук підродини щитоносок з родини листоїдів.

## Поширення
Зустрічається в Російських та Українських степах (Астрахань, Сарепта, Дербент), а також в Казахстані і Монголії.

## Екологія та місцеперебування
Кормові рослини - айстрові (Asteraceae): тархун (Artemisia dracunculus) і полин піщана (Artemisia arenaria) .